# News.com.au
news.com.au è un sito web australiano di proprietà di News Corp Australia. Ha avuto 9,6 milioni di lettori unici nell'aprile 2019 ed è specializzato in pubblicità nativa, ultime notizie nazionali e internazionali, nonché intrattenimento, sport, stile di vita, viaggi, tecnologia e finanza.